# El Pintor
El Pintor è il quinto album discografico in studio del gruppo musicale statunitense degli Interpol, pubblicato nel 2014.

## Il disco
Il disco è stato registrato presso gli Electric Lady Studios e l'Atomic Sound di New York. Al lavoro di missaggio ha lavorato Alan Moulder. Il titolo "El Pintor", che in lingua spagnola vuol dire "il pittore", è un anagramma del nome della band. Si tratta del primo album senza il bassista Carlos Dengler, uscito dal gruppo nel 2010. Il ruolo di bassista è stato preso dal cantante Paul Banks. Il singolo All the Rage Back Home è stato diffuso nell'agosto 2014.

## Tracce
1. All the Rage Back Home – 4:22
2. My Desire – 5:00
3. Anywhere – 3:12
4. Same Town, New Story – 4:09
5. My Blue Supreme – 3:09
6. Everything Is Wrong – 3:32
7. Breaker 1 – 4:13
8. Ancient Ways – 3:00
9. Tidal Wave – 4:17
10. Twice as Hard – 4:56

iTunes pre-order
1. The Depths – 4:08

Target deluxe edition
1. Malfeasance – 4:36
2. Slow Hands (live at the Brixton Academy) – 3:18

## Formazione
Gruppo
- Paul Banks - voce, chitarra, basso
- Daniel Kessler - chitarra, piano
- Sam Fogarino - batteria, percussioni

Collaboratori
- Brandon Curtis - tastiera
- Roger Joseph Manning Jr - tastiere
- Rob Moose - violino, viola

## Classifiche
| Classifica (2014)                   | Posizione raggiunta |
| ----------------------------------- | ------------------- |
| Italia (FIMI)                       | 25                  |
| Regno Unito (Official Albums Chart) | 9                   |
| Stati Uniti (Billboard 200)         | 7                   |